# Едулия
Едулия (на латински: Edo – „ям“) е римска богиня на храненето на малките деца, за която се е вярвало, че пази бебетата, докато се научат да ядат твърди храни, след като майките им ги отбият от кърмене.
Наред с Кубина, Левана, Потина, Статилина и Фабулина, Едулия е една от богините в римския митологичен пантеон, свързани с грижата за най-малките деца. Смята се, че това са древни италийски божества, наследени от римляните. Основната им роля е да се грижат за правилното израстване на детето.